# 美國航空1420號班機空難
美国航空1420班机是从美国达拉斯-沃斯堡国际机场飞往小石城的美国航空航班。1999年6月1日晚上，一架MD-82（注册号N215AA）飛行时，在小石城因着陆冲出跑道而坠毁。
根据NTSB的报告，1420航班的机组人员收到了雷暴的警告，并且由于风向改变，机组改变航向，从22L(22左)跑道转到4R(04右)跑道准备着陆。当飞机在4R跑道进行进近时，一场雷暴也在机场上空两边生成。此时空中管制人员报告给机组的风向是330度/28节（约为14米/秒）。在进近过程中，机组人员忘记将扰流板预位，以减少飞机的升力。在着陆之后，尽管有刹车和推力反向器进行减速，但飞机仍然冲出跑道，以高速撞向跑道另一头的引进灯，最终停在阿肯色河的岸边，断裂成3截并起火。
机长是死亡的11个人中之一（由于一座钢架天桥击中驾驶舱），同时还有10名旅客罹难。 机长在最后时刻的话语说明他正在努力地使飞机落地

幸存的机组人员列表 
- 3人重伤
- 1人轻伤

幸存的乘客列表 :
- 41人重伤
- 64人轻伤
- 24人未受伤

生还者在事故一年后回到现场纪念死者。
此班机的事故已被加拿大的Cineflix公司拍摄成为纪录片《空中浩劫》。

NTSB公布的机场乘客受伤分布图，显示了各个位置上乘客的受伤情况

- 電腦動畫模擬班機降落